# Conseil de développement de l'Asie orientale
Le conseil de développement de l'Asie orientale (興亜院, Kōain) était un organisme du gouvernent Shōwa créé le 18 novembre 1938 par le premier gouvernement Konoe pour coordonner la politique japonaise en Chine.
La seconde guerre sino-japonaise commencée en 1937 ne se finissait pas comme cela avait été promis par l'armée japonaise alors le premier ministre du Japon Fumimaro Konoe autorisa la création d'une agence pour coordonner les activités du gouvernement et les initiatives économiques en Chine, mis à part les relations diplomatiques qui restaient dévolues au ministère japonais des Affaires étrangères. Il était prévu que le conseil favorise le développement de l'industrie et du commerce, crée des emplois et des infrastructures, et ainsi renforce le contrôle du Japon sur la région.
Le conseil fonda des filiales dans toute la Chine occupée, cependant il fut rapidement bridé par l'armée japonaise qui désirait limiter toutes implications civiles en Chine et qui nomma le général Heisuke Yanagawa à sa tête pour superviser ses opérations.
Selon l'historienne chinoise Zhifen Ju, le conseil mit en place un système d'esclavage moderne. Elle affirme que jusqu'en 1942 cinq millions de Chinois du nord de la Chine et du Mandchoukouo furent réduits en esclavage pour travailler dans les mines ou les usines. 
En outre, selon le journaliste japonais Reiji Yoshida, le conseil fut directement impliqué dans le trafic d'opium en Chine pour le bénéfice des gouvernements fantoches de Nankin, du Mandchoukouo et du Mengjiang. Un document étudié lors du tribunal militaire international pour l'Extrême-Orient déclare :
« Le Japon, après avoir signé et ratifié les conventions sur l'opium, fut impliqué dans le trafic de cette drogue, et il trouva dans la fausse indépendance du Mandchoukouo une couverture pour pouvoir distribuer la drogue dans le monde entier tout en accusant le pays fantoche. (...) En 1937, la Société des Nations affirma que 90 % de toutes les drogues blanches illicites dans le monde étaient d'origine japonaise... »
Le conseil fut absorbé par le ministère de la Grande Asie orientale en novembre 1942.